# Micropsectra viridscutellata
Micropsectra viridscutellata – е насекомо от разред Двукрили (Diptera), семейство Хирономидни (Chironomidae). Съществува ендемично в Австрия, няма подвидове.